# Pagney
Pagney é uma comuna francesa na região administrativa de Borgonha-Franco-Condado, no departamento de Jura. Estende-se por uma área de 5,99 km². Em 2010 a comuna tinha 325 habitantes (densidade: 54,3 hab./km²).